# 假囊唇蘭
假囊唇蘭（学名：Saccolabiopsis wulaokenensis）为蘭科假囊唇蘭屬下的一个种。

## 扩展阅读
- 維基物種上的相關：假囊唇蘭